# Ernst Vowinckel
Ernst Vowinckel (* 29. April 1828 in Neviges; † 30. Juli 1904 in Mettmann) war Kaufmann und Mitglied des deutschen Reichstags.

## Leben
Nach dem Besuch der Realschule in Elberfeld war er in deutschen und englischen Textilfabriken angestellt. 1855 machte er sich selbstständig und gründete eine Textilfabrik, die er bis 1870 leitete. Danach war er Mitglied des Verwaltungsrats des Bergischen Gruben- und Hütten-Vereins in Hochdahl und Teilhaber der Gesellschaft für Marmor-Industrie, Kalk- und Kalkstein-Geschäft in Neandertal. Als in Mettmann ansässiger Kaufmann war er kommunalpolitisch engagiert und übte zahlreiche Mandate aus, z. B. als Beigeordneter, als Mitglied des Gemeinderats und als Mitglied des Kreistags.
Zwischen 1878 und 1881 war er Mitglied des Deutschen Reichstages für die Deutsche Reichspartei und den Wahlkreis Düsseldorf 1 (Lennep, Mettmann, Remscheid).